# SINAD
En telecomunicacions, la SINAD (que prové de l'anglès SIgnal-to-Noise And Distorsion ratio) és un paràmetre que mesura la qualitat del senyal respecte a pertorbacions com el soroll i la distorsió. Si es considera {\displaystyle S} la potència del senyal i {\displaystyle N} la potència del soroll i {\displaystyle D} la de les distorsions totes elles en unitats naturals (no logarítmiques), la SINAD seria expressada per l'equació:
{\displaystyle SINAD={\cfrac {S+N+D}{N+D}}}
Habitualment es treballa amb un paràmetre similar conegut com a relació senyal-soroll SNR (de Signal to Noise Ratio), calculat com el quocient entre la potència de senyal i la de soroll ({\displaystyle S/N}). Altres paràmtres derivats de la SINAD són la relació senyal-interferència ({\displaystyle S/I}) o la relació senyal-distorsió ({\displaystyle S/D}).